# Al Mustatraf fi kul Fan Mustazraf
 (avril 2021).
 (avril 2021).
La mise en forme du texte ne suit pas les recommandations de Wikipédia : il faut le « wikifier ».
Les points d'amélioration suivants sont les cas les plus fréquents :
- Les titres sont pré-formatés par le logiciel. Ils ne sont ni en capitales, ni en gras.
- Le texte ne doit pas être écrit en capitales (les noms de famille non plus), ni en gras, ni en italique, ni en « petit »…
- Le gras n'est utilisé que pour surligner le titre de l'article dans l'introduction, une seule fois.
- L'italique est rarement utilisé : mots en langue étrangère, titres d'œuvres, noms de bateaux, etc.
- Les citations ne sont pas en italique mais en corps de texte normal. Elles sont entourées par des guillemets français : « et ».
- Les listes à puces sont à éviter, des paragraphes rédigés étant largement préférés. Les tableaux sont à réserver à la présentation de données structurées (résultats, etc.).
- Les appels de note de bas de page (petits chiffres en exposant, introduits par l'outil «  Source ») sont à placer entre la fin de phrase et le point final[comme ça].
- Les liens internes (vers d'autres articles de Wikipédia) sont à choisir avec parcimonie. Créez des liens vers des articles approfondissant le sujet. Les termes génériques sans rapport avec le sujet sont à éviter, ainsi que les répétitions de liens vers un même terme.
- Les liens externes sont à placer uniquement dans une section « Liens externes », à la fin de l'article. Ces liens sont à choisir avec parcimonie suivant les règles définies. Si un lien sert de source à l'article, son insertion dans le texte est à faire par les notes de bas de page.
- La présentation des références doit suivre les conventions bibliographiques. Il est recommandé d'utiliser les modèles {{Ouvrage}}, {{Chapitre}}, {{Article}}, {{Lien web}} et/ou {{Bibliographie}}. Le mode d'édition visuel peut mettre en forme automatiquement les références.
- Insérer une infobox (cadre d'informations à droite) n'est pas obligatoire pour parachever la mise en page.

Pour une aide détaillée, merci de consulter Aide:Wikification.
Si vous pensez que ces points ont été résolus, vous pouvez retirer ce bandeau et améliorer la mise en forme d'un autre article.
Mustatraf fi kul Fan Mustazraf, souvent abrégé en français "Al-Mostatraf", est un ouvrage de l'écrivain égyptien Al-Abshihi (1388-1448). Il existe diverses traductions du titre de ce livre en langues occidentales : 
- "Une Quête d'accomplissement dans chacun des beaux-arts" (A Quest for Attainment in Each Fine Art) telle que proposée par l'Encyclopaedia Britannica[1].
- "L'amusant dans chaque art du plaisir" (Il divertente in ogni arte di diletto) dans un article de l'université de Gênes[2].
- "Recueil de morceaux choisis çà et là dans toutes les branches de connaissances réputées attrayantes", dans la traduction française de G. Rat.

La première partie du XVe siècle est une période connue pour la compilation des plus importantes encyclopédies biographiques, bibliographiques, lexicographiques et historiographiques.
L'ouvrage est fermement ancré dans la tradition arabe du genre adâb, c'est-à-dire des ouvrages en prose qui ne traitent pas strictement de disciplines scientifiques et dont le but est d'aborder toutes les branches du savoir, qu'elles soient sérieuses ou facétieuses, mais en tous les cas utiles pour éduquer et ravir le public.

## Auteur
L'auteur, né à Fayoum en Égypte en 1388, étudia la jurisprudence et la grammaire arabe.
Il a rédigé deux autres œuvres aujourd'hui égarées : 
- Les colliers de fleurs au bord des rivières.
- Ars dicta mins.

## Description du livre
Le livre comprend quatre-vingt-quatre chapitres. Le livre est une sorte d'encyclopédie très personnelle se voulant un récapitulatif de tout ce qu'il y a de mieux dans la culture et les sciences arabes.

## Chapitres du livre
Afin de mieux comprendre de quoi parle ce livre, et de quelle façon il est structuré, il a été reporté ici l'ensemble des 84 chapitres, tels que traduits en français par G. Rat en 1902.
1. Chapitre I : Des dogmes fondamentaux de l'islam en cinq sections (الباب الأول : في مبنى الإسلام و فيه خمسة فصول)
2. Chapitre II : De l'intelligence et de la sagacité ; de la sottise et de la réprobation qu'elle suscite, etc. (الباب الثاني : في العقل والذكاء و الحمق و غير ذلك)
3. Chapitre III : Du Qôran: de son Excellence et de Sa Sainteté; des hautes récompenses que le Dieu Très-Haut a promises aux lecteurs de ce livre vénéré (الباب الثالث : في القرآن و فضله و حرمته و ما أعد الله تعالى لقارئه من الثاوب العظيم والأجر الجسيم)

### Résumés de quelques chapitres

#### Chapitre LXVI, Des merveilles de la terre ; des montagnes, des villes et des édifices curieux qu'elle renferme
Dans la troisième section de ce chapitre, Al-Abshihi décrit les édifices mythiques et imaginaires les plus connus de l'Antiquité.
Il commence par décrire le premier édifice sur Terre, le château de Nomroud le Grand, arrière-petit-fils de Noé, édifié sur le territoire de Babylone, et dont les traces de construction seraient demeurées, jusqu'à aujourd'hui, "hautes comme des montagnes très élevées". La longueur aurait été de 5 000 coudées, soit environ 2,5 km. Al-Abshihi indique également les quatre matériaux de construction principaux : la pierre, le plomb, mais aussi la cire et la poix, ces deux derniers servant certainement à "imperméabiliser" en quelque sorte l'édifice en vue de le protéger d'un éventuel second déluge. Mais le bâtiment sera détruit pourtant, en une seule nuit, par un simple cri qui provoqua la confusion des langues, ce qui donna au lieu le nom non pas de Tour, mais de Terre de Babel.

#### Chapitre LXXII, De la poésie aux tendres sentiments…
L'auteur divise la poésie arabe en 18 catégories.
Il commence par citer de nombreux poèmes faisant partie du registre du "ghazal mudhaker", soit des poèmes d'amour masculin (où l'objet de l'amour du poète est un homme) : 

##### Le ghazal mudhaker
قبلت وجنته فألفت جيده|خجلاً ومال بعطفه المياس
فانهل من خديه فوق عذاره|عرق يحاكي الطل فوق الآس
فكأنني استقطرت ورد خدوده|بتصاعد الزفرات من أنفاسي
Je baisai sa joue et lui tourna la tête / tout confus, et inclina avec grâce sa taille flexible;
Perlèrent de ses joues sous un léger duvet / de la sueur qu'on aurait prise pour de la rosée sous un myrte.
C'est comme si je distillais les roses de ses joues / au feu des soupirs qui s'exhalaient de ma poitrine.

- Ibn Sabir
عَبَثَ النَسيمُ بِقَدِّهِ فَتَأَوَّدا|وَسَرى الحَياءُ بِخَدِّهِ فَتَوَرَّدا
رَشَأٌ تَفَرَّدَ فيهِ قَلبي بِالهَوى|لَمّا غَدا بِجَمالِهِ مُتَفَرِّدا
قاسوكَ بِالغُصنِ الرَطيبِ جَهالَةً|تَاللَهِ قَد ظَلَمَ المُشَبِّهُ وَاِعتَدى
حُسنُ الغُصونِ إِذا اِكتَسَت أَوراقُه|اوَنَراكَ أَحسَنَ ما تَكونُ مُجَرَّدا
La brise légère frôla sa taille et, sous son impulsion, sa taille s'inclina / la pudeur effleura ses joues et elles rougirent.
C'est un tendre jouvenceau sur lequel mon cœur a concentré exclusivement tout son amour / c'est que tous les charmes sont aussi concentrés dans sa personne seule.
On a été assez simple pour le comparer au flexible rameau / par Dieu! celui qui a fait cette comparaison a commis une injustice, une iniquité flagrante.
Le rameau n'est joli que lorsqu'il est couvert de feuillages, tandis que lui, remarquez-le, c'est quand il est nu qu'il est tout ce qu'il y a de plus beau!

- Safi al-Din al-Hilli

## Quelques aphorismes
إذا كان صاحبك عسل لا تلحسه كله (Eḏā kān ṣaḥbak ‘asal lā telḥasuh kolloh.)

Même si ton ami était de miel, tu ne devrais pas le manger entièrement. 
تبات نار تصبح رماد لها رب يدبرها (Tebāt nār teṣbaḥ ramād lahā rabb yedabbarhā)

Passe la nuit, vient le matin et ce qui était feu devient cendre, et laisse Dieu s'en occuper.
صام سنة وفطر على بصلة (Ṣām sana we feṭer ‘alà baṣala)

Après avoir jeûné pendant une année, il a rompu son jeûne avec un oignon.
Se dit des personnes qui attendent longtemps qu'une certaine chose se produise, et qui finalement obtiennent beaucoup moins que ce qu'ils attendaient.
ضرب الحبيب كأكل الزبيب (Ḍarb el-ḥabīb ka-akl ez-zebīb)

Recevoir des coups de l'être aimé est aussi (doux) que de manger des raisins secs.

## Emploi du vernaculaire
Il y a dans le Mustaṭraf une sensibilité linguistique évidente de la part de l'auteur et une attention particulière à la reconnaissance de la langue vernaculaire et de ses diverses expressions littéraires. Par exemple, dans le chapitre LXXVI ayant pour thème les anecdotes des marins (Nawādir an-nawātiyya), on rencontre plusieurs éléments dialectaux et argotiques typiques des marins de cette période, aujourd'hui presque totalement inintelligibles.
Sans aucun doute, l'utilisation du dialecte dans les œuvres littéraires écrites reste l'une des caractéristiques les plus controversées de cette littérature arabe souvent définie comme "postclassique", située entre les 13e et 18e siècles. Comme on le sait, il existe dans le monde arabe un phénomène de diglossie, c'est-à-dire la coexistence de deux codes de communication : les variétés locales dites " basses " ('āmmiyya) pour la communication orale et l'arabe littéraire (fuṣḥà) pour la communication écrite.
La position idéologique, éprouvée par la majorité des critiques, philologues et linguistes arabes encore aujourd'hui, qui voit dans le recours aux variétés dialectales dans les œuvres littéraires écrites, une profanation de la haute variété du fuṣḥà et une menace réelle pour sa survie, a été un élément déterminant dans la condamnation massive de la décadence de la production littéraire de ces siècles.
Si au Xe siècle de nouvelles formes strophiques (zağal et mawāliyya) en langue pseudo-vernaculaire (c'est-à-dire en arabe sans inflexion) font irruption sur la scène littéraire, à partir des XIIe et XIIIe siècles, la progression de la langue vernaculaire comme véhicule littéraire, notamment dans la production poétique, ne peut être arrêtée. En outre, en l'absence de mécènes omeyyades (VIIe – VIIIe siècles) et abbassides (VIIIe – XIIIe siècles), qui promouvaient une littérature résolument élitiste, nombre des plus grands poètes de la période mamelouke se tournèrent vers des poèmes dialectaux qui interprétaient les valeurs des classes populaires et rencontraient manifestement leur appréciation.
Au cours de l'ère ottomane, grâce au succès remarquable du dialecte en tant que véhicule d'expression littéraire, de nombreux écrivains y ont eu recours pour la première fois, y compris dans la prose, et c'est dans ce contexte que les premières versions dialectales écrites des célèbres épopées chevaleresques (siyar) et de nombreux contes des Mille et Une Nuits ont vu le jour.

## Traduction française
La première traduction française a été réalisée par G. Rat entre 1899 e 1902. En 1907, le "Journal of the Royal Asiatic Society" fait l'éloge de cet effort de traduction effectuée par Rat :  
« The Mustatraf has until now been a sealed book in the West to all excepting Arabic scholars. M. Rat has placed European students interested in a rival civilization under a debt of gratitude bis his careful translation of a work the value of which is hardly known to the general world of literature. » 
« Le Mustatraf était jusqu'à présent un livre hermétique en Occident pour tous, sauf les spécialistes de la langue arabe. M. Rat a donné aux étudiants européens qui s'intéressent à une civilisation rivale une dette de gratitude pour sa traduction soignée d'un ouvrage dont la valeur est à peine connue du monde littéraire général. » 

- Journal of the Royal Asiatic Society, Volume 39, Issue 1, January 1907, pp. 218 - 220 

## Sources
1. ↑  (en) Robert L. Collison 
Warren E. Preece, « History Of Encyclopaedias », sur Encyclopædia Britannica/.
2. 1 2  (it) Ahmed Ismail NASSER, « Gli aforismi dialettali in “al-Mustaṭraf” di aš-Šihāb al-Abšīhī (1388-1450) », sur publifarum.farum.it.
3. ↑  « CFP – 15/01/2016 – HORS D’ESPAGNE : POSTÉRITÉ ET DIFFUSION DU CORPUS MÉDIÉVAL ALIENTO EN EUROPE ET MÉDITERRANÉE », sur modernum.hypotheses.org, 23 décembre 2015.
4. ↑  (en) Aiman Sanad al-Garrallah, « The Islamic Tale of Solomon and the Angel of Death in English Poetry: Origins, Translations, and Adaptations », Forum for World Literature Studies (8:4), 2016,‎ décembre 2016, p. 524-547 (lire en ligne)
5. ↑  (en) « Notices of Books », Journal of the Royal Asiatic Society,‎ janvier 1907 (lire en ligne)